# Pinecrest
Pinecrest é uma aldeia localizada no estado americano da Flórida, no condado de Miami-Dade. Foi incorporada em 1996.

## Geografia
De acordo com o United States Census Bureau, a cidade tem uma área de 19,5 km², onde 19,3 km² estão cobertos por terra e 0,2 km² por água.

### Localidades na vizinhança
O diagrama seguinte representa as localidades num raio de 8 km ao redor de Pinecrest.

## Demografia
Segundo o censo nacional de 2010, a sua população é de 18 223 habitantes e sua densidade populacional é de 945,7 hab/km². Possui 6 619 residências, que resulta em uma densidade de 343,5 residências/km².

## Geminações
A cidade de Pinecrest é geminada com a seguinte municipalidade:
- Cognac, Charente, França